# Jorden runt på 6 steg
Jorden runt på 6 steg är ett svenskt TV-program med premiär den 16 september 2015 i Kanal 5 med Filip Hammar och Fredrik Wikingsson som programledare.
Programmets idé är att Filip och Fredrik ska prova om teorin Six degrees of separation verkligen fungerar. I det första avsnittet började de på landsbygden i Bolivia och målet var att ta sig till Leif G.W. Persson. I det andra avsnittet började de på landsbygden i Nepal och skulle ta sig till Gordon Ramsay. I det tredje avsnittet började de på landsbygden i Senegal och skulle ta sig till Buzz Aldrin. Sammanlagt gjorde programserien tre varv runt jorden och besökte sex kontinenter och 32 olika platser. Programmet vann Kristallen 2017 för årets underhållningsprogram.

## Säsong 1 (2015)
| Nr | Antal steg | Vägen dit | Målets namn       | Originalsändning  | Tittare |
| -- | ---------- | --- | ----------------- | ----------------- | ------- |
| 1  | 7          | 0. Colchani, Bolivia 1. Uyuni, Bolivia 2. La Paz, Bolivia 3. Sucre, Bolivia 4. Stanford, USA 5. Stockholm, Sverige 6. Stockholm, Sverige 7. Solna, Sverige | Leif G.W. Persson | 16 september 2015 | 297000  |
| 2  | 6          | 0. Kartike, Nepal 1. Katmandu, Nepal 2. Katmandu, Nepal 3. Otaru, Japan 4. Queenstown, Nya Zeeland 5. Auckland, Nya Zeeland 6. Burbank, USA                | Gordon Ramsay     | 23 september 2015 | 243000  |
| 3  | 6          | 0. Dakar, Senegal 1. Tunis, Tunisien 2. Paris, Frankrike 3. Washington, D.C., USA 4. Washington, D.C., USA 5. New York, USA 6. Satellite Beach, USA        | Buzz Aldrin       | 7 oktober 2015    | 208000  |

## Säsong 2 (2016)
| Nr | Antal steg | Vägen dit | Målets namn     | Originalsändning                                | Tittare |
| -- | ---------- | --- | --------------- | ----------------------------------------------- | ------- |
| 1  | 6          | 0. Namnlös by, Namibia 1. Walvis Bay, Namibia 2. Hatzeva, Israel 3. Tel Aviv, Israel 4. Jerusalem, Israel 5. Quinta do Lago, Portugal 6. Westport, Connecticut, USA                           | Michael Bolton  | 20 november 2016 (webben) 13 december 2016 (TV) | 178000  |
| 2  | 7          | 0. Terelj, Mongoliet 1. Astana, Kazakstan 2. Istanbul, Turkiet 3. Kairo, Egypten 4. München, Tyskland 5. Abu Dhabi, Förenade arabemiraten 6. London, Storbritannien 7. London, Storbritannien | Jeremy Clarkson | 27 november 2016 (webben) 14 december 2016 (TV) | 141000  |
| 3  | 6          | 0. Marofototra, Madagaskar 1. Marofototra, Madagaskar 2. Istanbul, Turkiet 3. Orlando, USA 4. San Francisco, USA 5. Los Angeles, USA 6. Cannes, Frankrike                                     | Pamela Anderson | 4 december 2016 (webben) 20 december 2016 (TV)  | 195000  |
| 4  | 7          | 0. Phong Nha-Ke Bang, Vietnam 1. Hanoi, Vietnam 2. London, Storbritannien 3. Singapore 4. Los Angeles, USA 5. Irwindale, USA 6. Los Angeles, USA 7. Los Angeles, USA                          | Charlie Sheen   | 11 december 2016 (webben) 21 december 2016 (TV) | 183000  |